# 羅克蘭鎮區 (密歇根州)
羅克蘭鎮區（英語：Rockland Township）是位於美國密歇根州昂托納貢縣的一個行政鎮區。

## 地方資料
羅克蘭鎮區的面積為243.00平方千米，當中陸地面積為240.20平方千米，而水域面積為2.80平方千米。根據2020年美國人口普查的數據，當地共有人口226人，而人口密度為每平方千米0.93人。